# 向香港警察致敬
向香港警察致敬是一個香港親建制派其中一個Facebook專頁及群組，其中專頁有超過23萬名網民讚好。

## 爭議

### 以「李大當家」網上短片抹黑本土派
2016年8月，網上流傳一段短片，據稱是在銅鑼灣時代廣場外拍攝，一名女性疑遭紙飛機篤背脊，對一名小朋友起飛腳，該女性又自稱自己是「李大當家」。有關短片被多個親建制facebook專頁包括香港漢奸活動觀察小組、沉默之聲、香港行動HKAT等轉載，但這些建制facebook專頁則加上「公民黨黨員李慕蓮當街打小童」的標題，向香港警察致敬」fb專頁更將「李大當家」與本土派扯上關係，指他們只懂得欺負小朋友，和本土港獨分子只懂得欺負老弱無分別。及後，公民黨主席余若薇隨即在網上反擊抹黑，否認「李大當家」是公民黨成員，亦無黨員叫「李慕蓮」，更不認識該名自稱「李大當家」的女性。

### 香港逃犯條例爭議期間涉嫌散播假新聞
於6月9日遊行期間，一名香港女性在抗議過程中遭到警方驅離，目擊者拍下「被兩名警察抬離現場」的照片。「向香港警察致敬」的Facebook專頁貼出這張照片，用後製方式，在女子胸部上加上兩點，並押上文字「找亮點」，營造該名女子「沒有穿內衣」的假象，被批評公然、暴力地對女性展開身體污辱，不僅偏離了條例的討論，也模糊這場社會運動本該關注的焦點。
於2019年7月沙田反修例遊行後，「向香港警察致敬」上傳一張斷指照片，並寫上「至少有兩名警察斷指......」，其後被發現該斷指照片為2015年一宗台灣新聞的照片，而且並非有兩名警員斷指，該專頁其後刪除帖文，但照片仍在內地微信廣泛流傳。
於2019年8月1日，向香港警察致敬Facebook Page上載一張照片，聲稱多名消防處人員拍攝已遮蓋身份的委任證，並在紙條寫上「支持香港警察嚴正執法」等字句，但其後被揭發原圖實為7月28日網絡名人金水上載，並未寫上任何字句，而原帖則有該幾名消防的留言，內容和警察無關，只提及消防及救護的工作。
於2019年8月11日，向香港警察致敬Facebook Page上載一片段，片中一批為余振強紀念中學學生在學校天台持美國旗及氣槍在天台持旗奔跑，指控這是演習衝擊，又稱呼余振強紀念中學為『曱甴竇』，其後校方發表聲明，指日該校氣槍射擊學會有校友和學生在校內進行射擊練習，學生只是因貪玩做出相關行為。

### 群組成員涉嫌恐嚇李慧詩
於2019年10月1日，李慧詩在其個人Facebook社交平台寫上「今天出門小心避雨，沒有雨傘要早點回家」，及後即被「向香港警察致敬」的群組在網上招呼說：「係你的小編自把自為，定係你想收山？要出來解話喎。」同日下午，該帖獲得近兩萬個讚。指當日晚上，李慧詩的Facebook已被關上。

### 狙擊被防暴警察推撞之消防員
2019年11月一次反修例遊行期間，一名消防員於中環被防暴警察推撞，「向香港警察致敬」旋即發表文章轉載一封投訴信，內容提到該消防員有粗口辱罵警務人員及阻礙警務執行職務，其行為會構成「阻差辦工」及「破壞社會安寧」，更指控消防員或廣泛刑事罪行。及後，警方和消防處凌晨發出聯合聲明，指一枚催淚彈誤中該輛消防車，催淚煙進入駕駛艙令該消防員受影響，他隨後下車並向當時於消防車附近執勤的警員表達不滿，雙方在言語上曾有誤會，其後雙方在現場溝通後，事情已處理及解決。

## 資料來源
1. ↑  .   [2020-05-23].
2. ↑  .   [2020-05-23].
3. ↑  .   [2020-05-23]. （原始内容存档于2019-10-09）.
4. ↑  .   [2020-05-23]. （原始内容存档于2020-10-29）.
5. ↑  .   [2020-05-23]. （原始内容存档于2019-07-14）.
6. ↑  .   [2020-05-23].[]
7. ↑  .   [2020-05-23].
8. ↑  .   [2020-05-23].
9. ↑  .   [2020-05-23]. （原始内容存档于2019-08-12）.
10. ↑  .   [2020-05-23]. （原始内容存档于2020-06-21）.
11. ↑  .   [2020-05-23]. （原始内容存档于2020-10-29）.